# イズメイ
イズメイ（英語: Ismay）は、アメリカ合衆国モンタナ州カスター郡の町。BNSF鉄道ヘッティンガー支線沿い、国道12号線から6マイル (9.7 km)ほど離れた場所に位置する。
人口は17人（2020年国勢調査）で、モンタナ州で最も人口が少ない自治体である。郵便局と教会はあるが、他の企業やサービスは無い。

## 歴史
町の名前は、シカゴ・ミルウォーキー・セント・ポール・アンド・パシフィック鉄道の部門監督（後に社長）であったアルバート・J・アーリングの娘の名前であるイザベラ（Isabellaとメイ（May）を組み合わせたものになっている。
1993年、カンザスシティのラジオ局KCKCの呼びかけにより、NFLのカンザスシティ・チーフス所属のクォーターバック、ジョー・モンタナ選手にちなみ「ジョー（Joe, Montana）」に改名した。町はジョー・モンタナ・コミュニティセンターの建設資金を集めるためにTシャツや記念品を販売した。後にカンザスシティ・チーフスは町民をカンザスシティのアローヘッド・スタジアムで開催される試合に招待し、そこでジョーとも対面した。モンタナが最後のシーズンのプレーオフでマイアミ・ドルフィンズに敗れた後、町はイズメイに名前を戻した。
町の歴史と、現在の状況（1995年頃）は、旅行作家ジョナサン・ラバンの著書『Bad Land: An American Romance』に詳しく記されている。同書によれば、イズメイの物語はグレートプレーンズ北部の開拓と衰退を象徴しているという。
2020年1月3日、100年の歴史を持つ郵便局が火災によって全焼した。
新型コロナウイルス感染症の世界的流行 (2019年-)の対策法のひとつ2021年アメリカ合衆国救済計画法によってイズメイに4,853.35ドルの救済金の支給が予定されていたが、ネミッツ町長はこれを辞退した。

## 地理
アメリカ合衆国国勢調査局によると、2023年の総面積は0.425平方マイル (1.10 km2)で、そのうち陸地は0.42平方マイル (1.1 km2)、水域は0.005平方マイル (0.013 km2)、割合は1.18パーセントである。
イズメイはBNSF鉄道ヘッティンガー支線沿い、ベイカーとテリーの間にある。ヘッティンガー線はかつてミルウォーキー鉄道の幹線であった。

## 住民
2020年国勢調査によると人口は17人である。人種別だと全員が白人と回答している。
| 人種 / 民族 (NH = 非ヒスパニック)           | 人口 | 割合    |
| ------------------------------------------- | ---- | ------- |
| 白人 (NH)                                   | 17   | 100.00% |
| アフリカ系アメリカ人 (NH)                   | 0    | 0.00%   |
| ネイティブ・アメリカン・アラスカ先住民 (NH) | 0    | 0.00%   |
| アジア系アメリカ人 (NH)                     | 0    | 0.00%   |
| 太平洋諸島系 (NH)                           | 0    | 0.00%   |
| その他の人種 (NH)                           | 0    | 0.00%   |
| 混血 (NH)                                   | 0    | 0.00%   |
| ヒスパニック/ラテン系アメリカ人             | 0    | 0.00%   |
| 合計                                        | 17   | 100%    |